# Schwaderloch
Schwaderloch (toponimo tedesco) è un comune svizzero di 662 abitanti del Canton Argovia, nel distretto di Laufenburg.

## Monumenti e luoghi d'interesse
- Chiesa cattolica di San Policarpo, eretta nel 1956[1].

## Società

### Evoluzione demografica
L'evoluzione demografica è riportata nella seguente tabella:
Abitanti censiti

## Infrastrutture e trasporti
Schwaderloch è servito dall'omonima stazione sulla ferrovia Stein am Rhein-Koblenz.

## Amministrazione
Ogni famiglia originaria del luogo fa parte del cosiddetto comune patriziale e ha la responsabilità della manutenzione di ogni bene ricadente all'interno dei confini del comune.